# Vicent Gosalbo

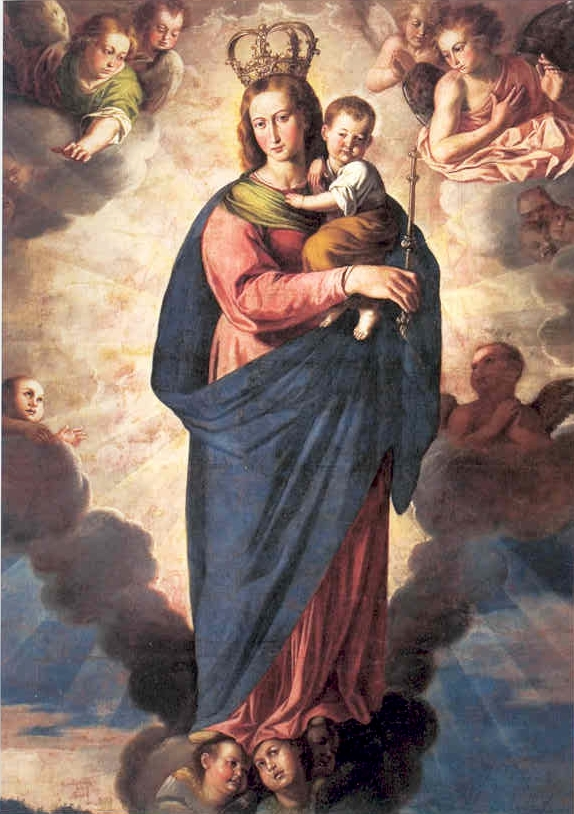
Mare de Déu de la Font, óleo sobre lienzo, 1672, iglesia parroquial de la Asunción de María, Castellfort.

Vicent Gosalbo o Vicente Gozalbo fue un pintor barroco español activo en la provincia de Castellón en la segunda mitad del siglo XVII. 

## Biografía y obra
Ignorado por las fuentes tradicionales, las dos únicas noticias que han llegado de este pintor son su presencia en Castellón en 1663, pagando contribución como vecino del barrio de San Nicolás, como figura en el "Libro de la peyta" conservado en el Archivo Histórico Municipal de Castellón, y la anotación, en el Libro de cuentas de Nuestra Señora de la Fuente de Castellfort, de un pago por valor de cuarenta y dos libras a cuenta de dos pinturas ejecutadas en 1672 para el retablo mayor de su ermita. Según la documentación, lo representado en ellas era la Mare de Déu de la Font, que había de servir de bocaporte o cortina para la imagen titular, y la Santísima Trinidad, destinada probablemente al ático del mismo retablo:

Item paga a Vicent gosçalvo de Castello pintor dels 2 quadros majors ço es lo de nra. Sra. El hu y el altre de la Santisima Trinitad questan en lo dit Retaule quoranta dos lliures dic.

La primera de dichas pinturas, recientemente restaurada, se conserva en la iglesia parroquial de la población. La figura monumental de María, con un tratamiento escultórico de los volúmenes y un intenso claroscuro, revela el conocimiento de la obra de Francisco Ribalta en cuya estela puede situarse Gosalbo como seguidor tardío. La Trinidad del ático podría identificarse con la pintura de la Coronación de la Virgen conservada en el Museu de BB. AA. de Castellón, rescatada en Castellfort por la Junta Delegada del Tesoro Artístico durante la guerra civil. Rasgos semejantes se encuentran en algunas obras conservadas en Castellón de la Plana y su provincia que podrían serle atribuidas. Así un lienzo dedicado a las Ánimas en la iglesia de Santa María de Castellón, inspirado en una composición de Federico Zuccaro, en el que uno de los ángeles repite literalmente uno de los modelos presente en el cuadro de la Mare de Déu de la Font, o la Virgen del Rosario del monasterio de dominicas de Villarreal, obra de mérito en la órbita de Jerónimo Jacinto Espinosa, que guarda con aquella gran semejanza en los óvalos de las caras de la Virgen y el Niño y otros detalles.
Bautista i Garcia señala además estrechas concomitancias entre el rostro de Cristo en el lienzo de las Ánimas y el San Roque del Ayuntamiento de Castellón, atribuido en el pasado a Francisco Ribalta y cabeza de serie del llamado por Delphine Darby «Maestro de San Roque», nombre bajo el que agrupaba una serie de obras de carácter ribaltesco existentes en Castellón posteriormente asignadas por Benito Doménech a Urbano Fos. Con el San Roque de Castellón, depositado en el museo de bellas artes, forman parte de este grupo, como obras más destacadas, el lienzo de igual asunto de la iglesia Arciprestal de Morella, muy semejante a otro ingresado en 2003 en el Museo de Bellas Artes de Valencia junto con un San Lorenzo, procedentes ambos de colección particular madrileña, el lienzo dedicado a San Miguel y San Roque en la citada concatedral de Santa María y el dedicado a San Eloy y Santa Lucía, en la iglesia de San Agustín de Castellón, con recuerdos ambos de la pintura escurialense, y probablemente también la pareja de lienzos formada por San Vicente Ferrer y San Vicente Mártir del Museo del Prado, encontrándose en todos ellos un tratamiento monumental de las figuras y una técnica de plegado de los paños, voluminosos y pesados, muy cercanos al modo de hacer de Vicent Gosalbo en las dos obras documentada a su nombre, en mayor medida probablemente que en la obra documentada de Urbano Fos, según Bautista de calidad más mediocre, tesis que no es aceptada por Víctor Marco, que mantiene la atribución de todo este conjunto a Urbano Fos, como hacen también los museos propietarios de los lienzos señalados.